# Централь
48°12′37″ пн. ш. 16°21′55″ сх. д. / 48.210278° пн. ш. 16.365278° сх. д.
Кафе «Центра́ль» (нім. Café Central) — відома віденська кав'ярня, розташована на вулиці Герренгассе в палаці Ферстеля.

## Історія
Кафе було засноване 1876 року. Після знесення палацу Дітріхштайна, в якому була розташована кав'ярня «Грінштайдль», перетворилося на одне з головних місць зустрічей культурного середовища австрійської столиці. Постійними відвідувачами кафе були Петер Альтенберг, Альфред Адлер, Егон Фрідель, Гуго фон Гофмансталь, Антон Ку, Адольф Лоос, Лео Перуц і Альфред Польгар. В 1907—1912 роках в кафе щочетверга відбувалися збори науковців, відомі під назвою Віденський гурток.
Було зачинено наприкінці Другої світової війни. Знову відкрилося у 1975 році в тому ж палаці Ферстеля, але в іншому приміщенні.

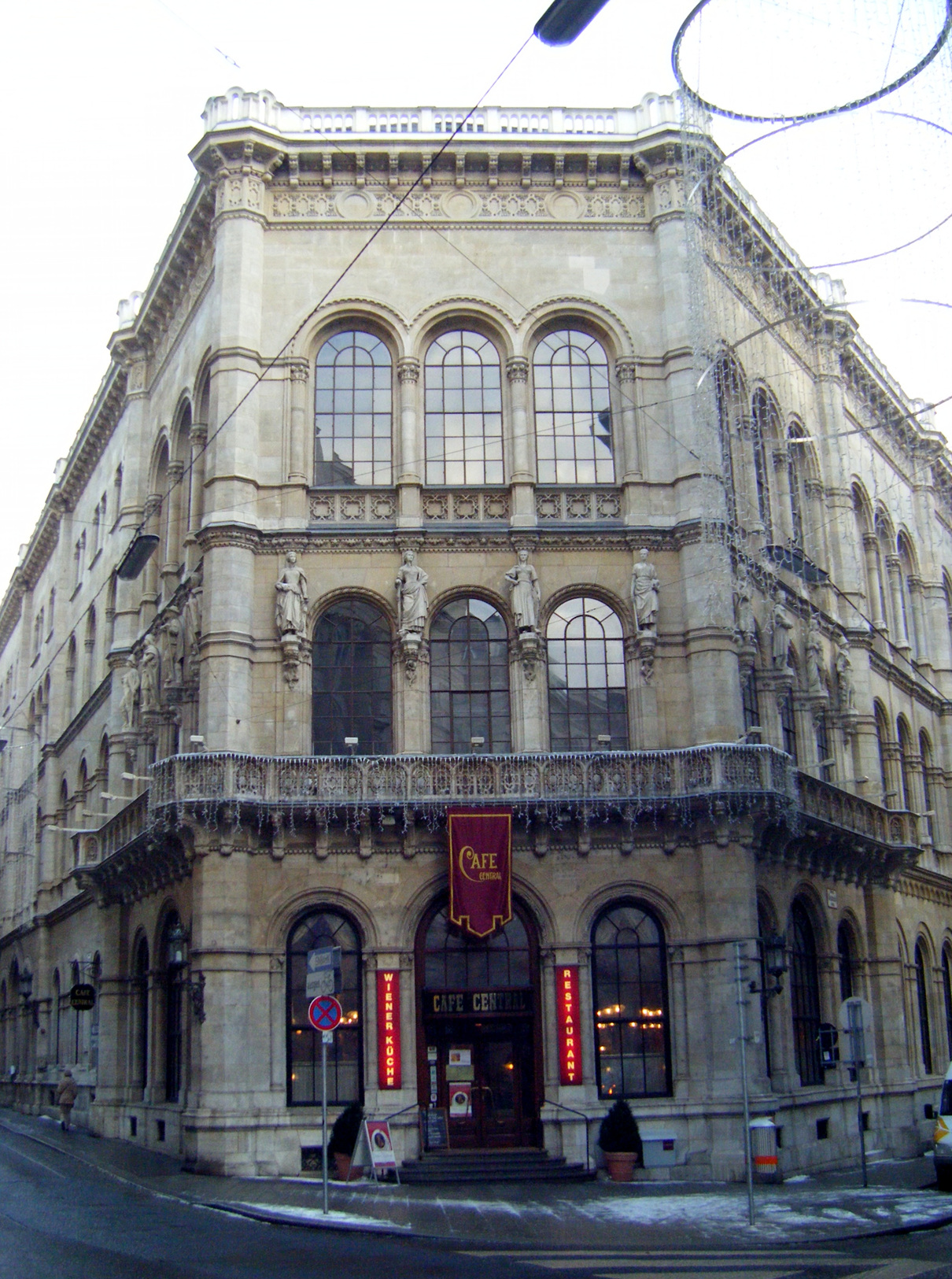
Кафе «Централь», 2010-й рік